# Linia kolejowa nr 851
Linia kolejowa nr 851 – znaczenia miejscowego, dwutorowa, zelektryfikowana linia kolejowa znaczenia państwowego, łącząca posterunek odgałęźny Szczecin Wstowo ze stacją Szczecin Gumieńce.
Linia w całości została ujęta w kompleksową i bazową towarową sieć transportową TEN-T.
Linia umożliwia prowadzenie ruchu towarowego z kierunku Tantow oraz Löcknitz w stronę Szczecina Portu Centralnego i Szczecina Dąbia.

## Galeria

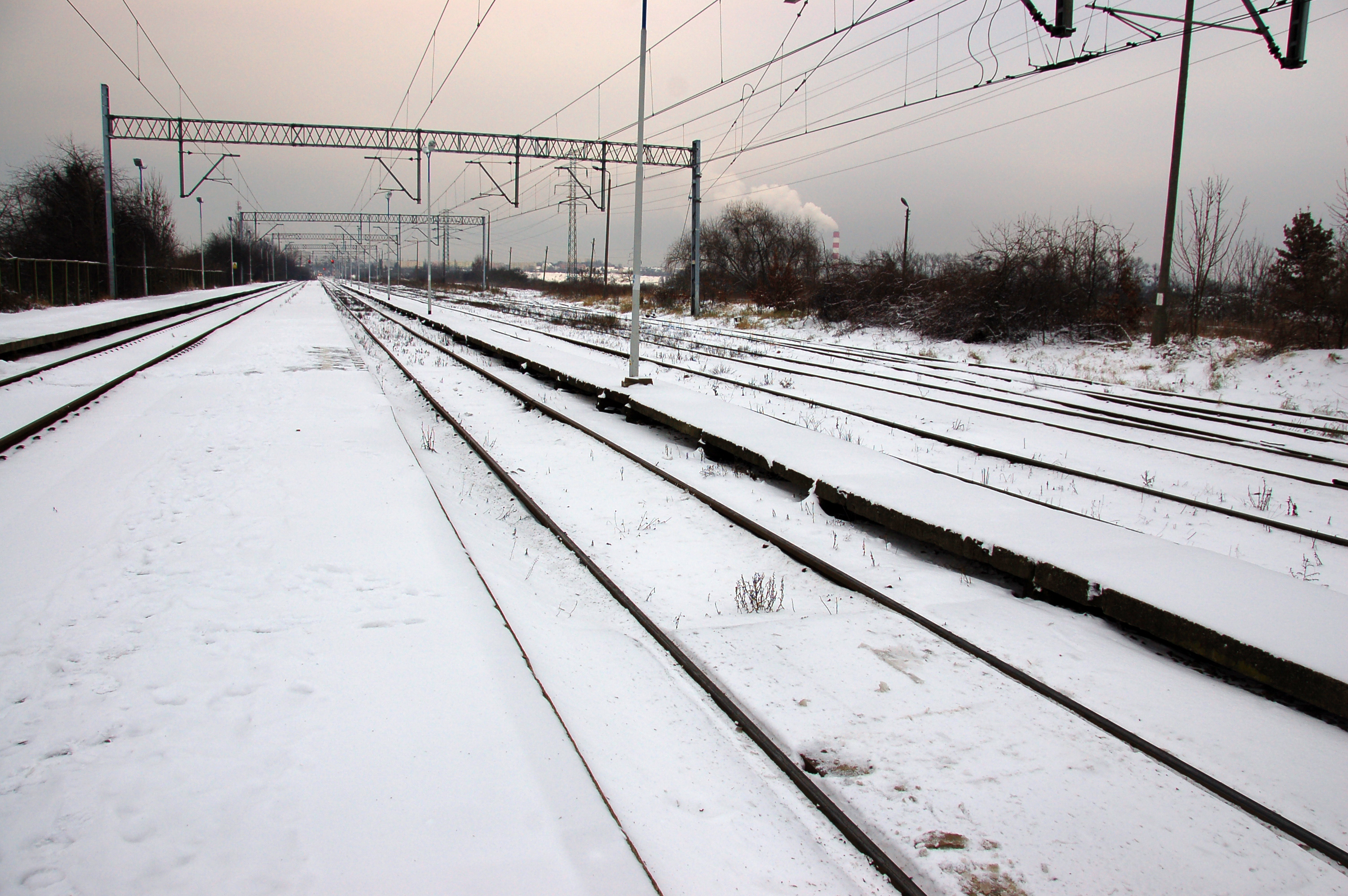
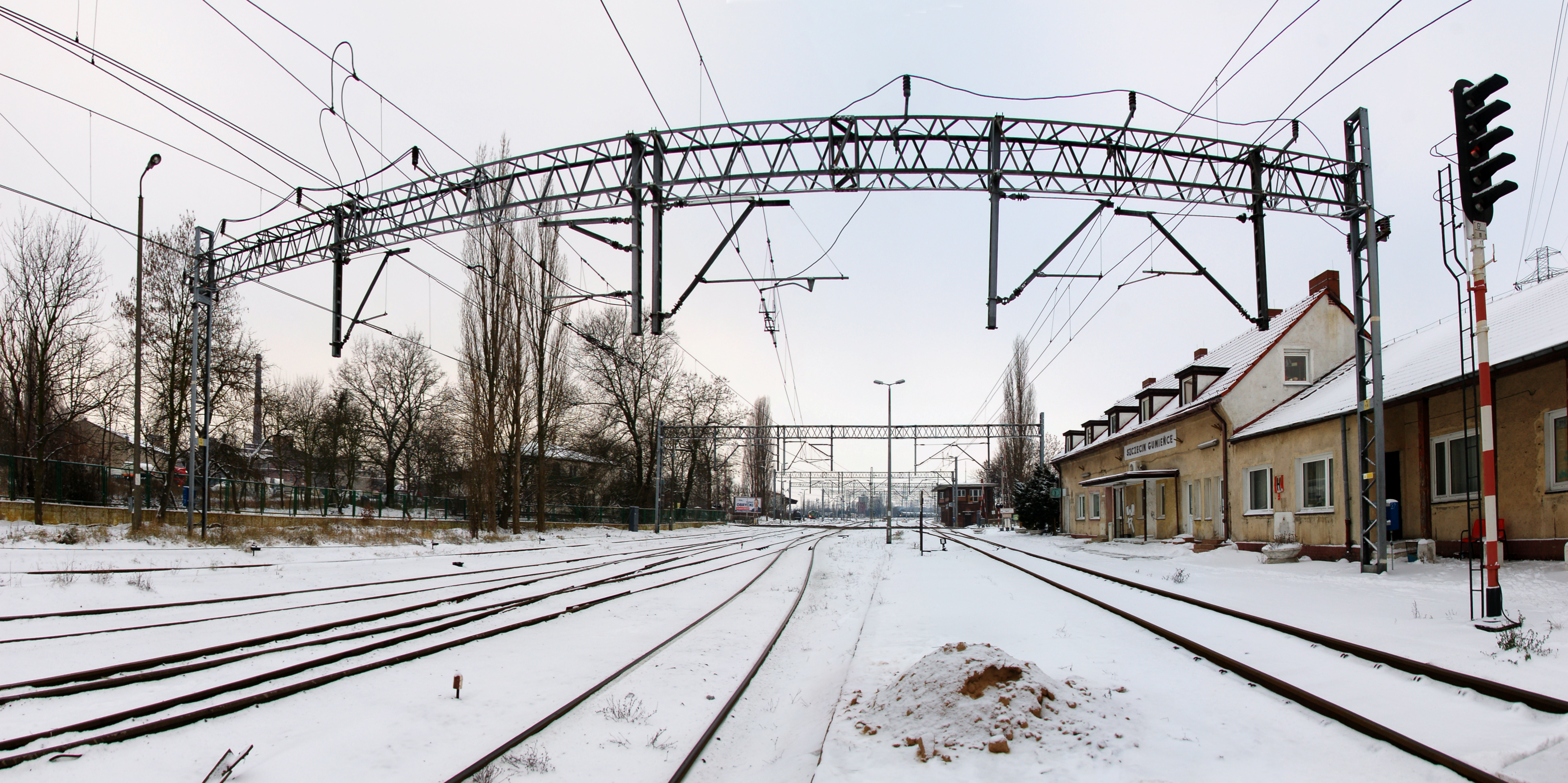